# Halocaridina
Halocaridina is een geslacht van kreeftachtigen uit de klasse van de Malacostraca (hogere kreeftachtigen).

## Soorten
- Halocaridina palahemo Kensley & Williams, 1986
- Halocaridina rubra Holthuis, 1963